# 더 히트 팩토리

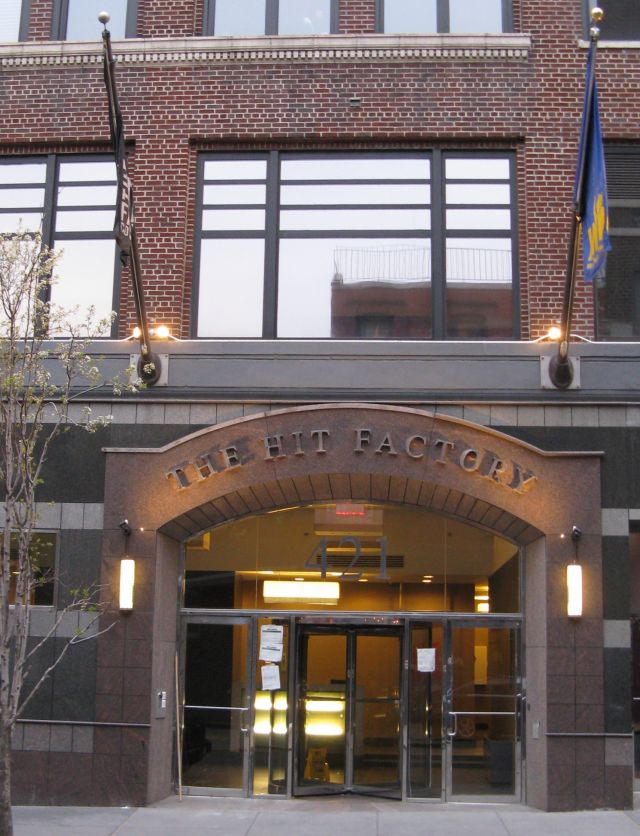
더 히트 팩토리

더 히트 팩토리(영어: The Hit Factory)는 과거 미국의 뉴욕에 위치했던 녹음실로, 2005년 4월 1일 폐쇄되었다. 현재는 아카데미 뮤지컬 앤 드라마 아카데미의 건물로 쓰이고 있다. 하지만 다른 히트 팩토리 녹음실은 플로리다주의 마이애미에 있다.

## 유명한 곡
출처
- 스티비 원더의 Songs in the Key of Life.[2]

- 스투지스의 1969년 데뷔 앨범 The Stooges.
- 토킹 헤즈의 1979년 앨범 Fear of Music.
- 브루스 스프링스틴의 1984년 앨범 Born in the U.S.A..
- 케미컬 브라더스의 2004년 앨범 Push the Button.
- 존 레논과 요코 오노의 1980년 앨범 Double Fantasy.
- 나카모리 아키나의 1989년 앨범 CRUISE.
- 베리 매닐로우의 1974년 앨범 Barry Manilow II.
- 식스 피트 언더의 True Carnage
- 제니퍼 로페즈의 앨범 This Is Me... Then.
- 비욘세의 앨범 Dangerously In Love.
- 에이머리의 앨범 All I Have.
- U2의 앨범 POP.
- 켈리 롤런드의 2013년 앨범 Talk a Good Game.
- 폴 사이먼의 앨범 Graceland.
- 패티 스미스의 앨범 Dream of Life.
- 112의 1996년 앨범 112
- 윌 스미스의 앨범 Big Willie Style
- 루슬라나의 앨범 Wild Energy
- 크리스티나 아길레라의 앨범 Back to Basics
- 노토리어스 B.I.G.의 앨범 Ready to Die
- 릴 킴의 앨범Hard Core
- 로버트 파머의 앨범 Riptide
- 디에고 토레스의 앨범 Distinto
- 머라이어 캐리의 1997년 앨범 Butterfly
- 데미 로바토의 앨범 Unbroken (마이애미의 더 히트 팩토리에서 녹음)
- 마이클 잭슨의 2001년 앨범 "Invincible"[3]
- 드림 시어터의 2005년 앨범 Octavarium.
- 넬리 퍼타도의 앨범 Loose (마이애미의 더 히트 팩토리에서 녹음)
- 아담 샌들러의 앨범 They're All Gonna Laugh at You!
- 로버트 프립의 앨범 Exposure
- 루이스 미겔의 1997년 앨범 Romances
- 토니 브랙스턴's Secrets

1. ↑  Discogs – the Hit Factory profile and discography
2. ↑  Kirby, Terry (2005년 2월 7일). “Manhattan's Hit Factory ends production after three decades of legendary music making”. 《The Independent》 (London). 2009년 1월 4일에 확인함.
3. ↑  “Michael Jackson - Invincible”. 《Discogs》.